# يان بيتي
يان بيتي (بالإنجليزية: Jan Beatty)‏ هي كاتِبة وشاعرة أمريكية، ولدت في 1952 في بيتسبرغ في الولايات المتحدة.